# 40 ウォール・ストリート
40 ウォール・ストリート (40 Wall Street、ウォール街40番) は、アメリカ合衆国ニューヨーク市マンハッタン区ウォール街の超高層ビルである。当初の名前はバンク・オブ・マンハッタン・トラスト・ビル (Bank of Manhattan Trust building)、またはマンハッタン・カンパニー・ビル (Manhattan Company Building)であった。その出資テナントがチェース・マンハッタン銀行と合併したときに住所を使用したビル名となったが、現在の公式の名前は1995年にビルを買収したドナルド・トランプにちなんだトランプ・ビル (Trump Building) である。

## 概要
このビルの所在地は、フィナンシャル・ディストリクトのナッソー・ストリートとウィリアム・ストリートの間、ウォール街40番地であり、たった11ヶ月の建設期間で1930年に竣工した。70階立てで高さ283mであり、約二ヶ月後にクライスラー・ビルディングが完成するまでは世界一高いビルだった。
ビルの設計はen:H. Craig Severanceと共同建築家のヤスオ・マツイ、およびコンサルタント建築家のShreve & Lambが行った。照明設計はen:Edward F. Caldwell & Co.による。Der Scutt Architectのen:Der Scuttはロビーとエントランスの改修時の設計を行った。

## 歴史

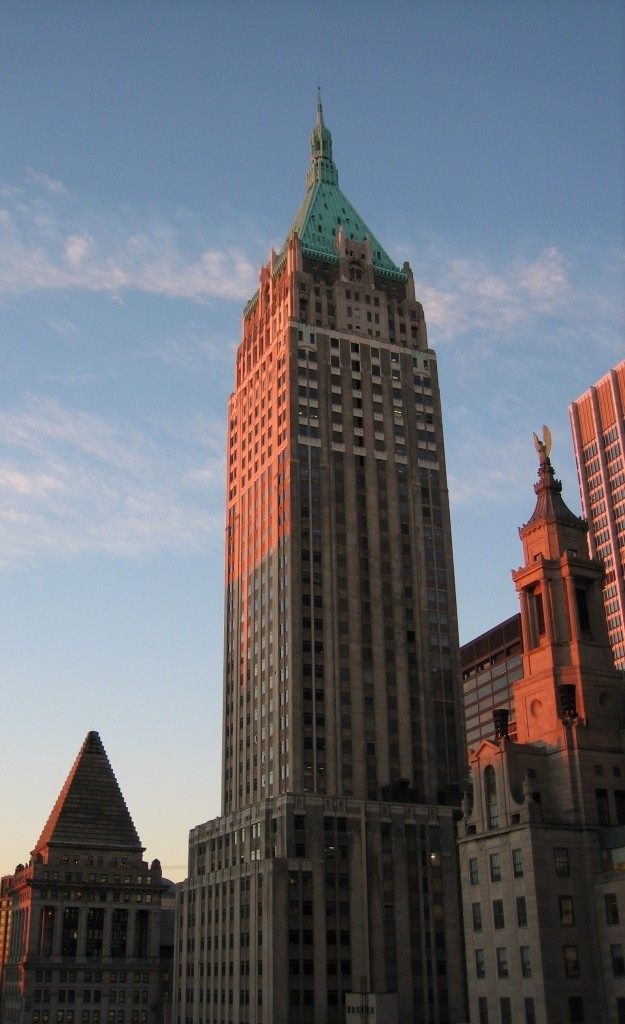
2005年撮影

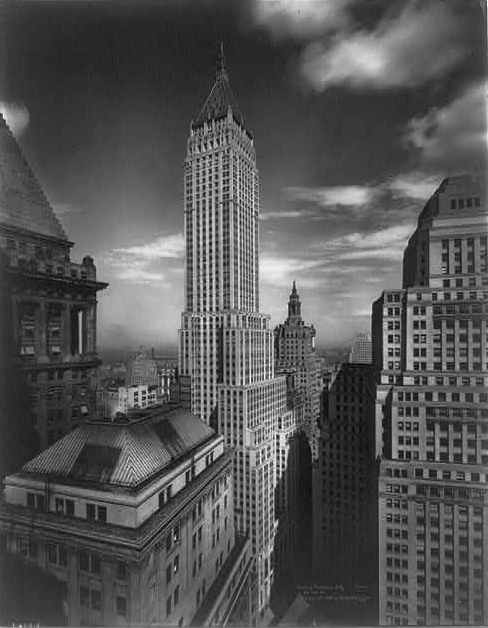
マンハッタン・カンパニー・ビルManhattan Company Building

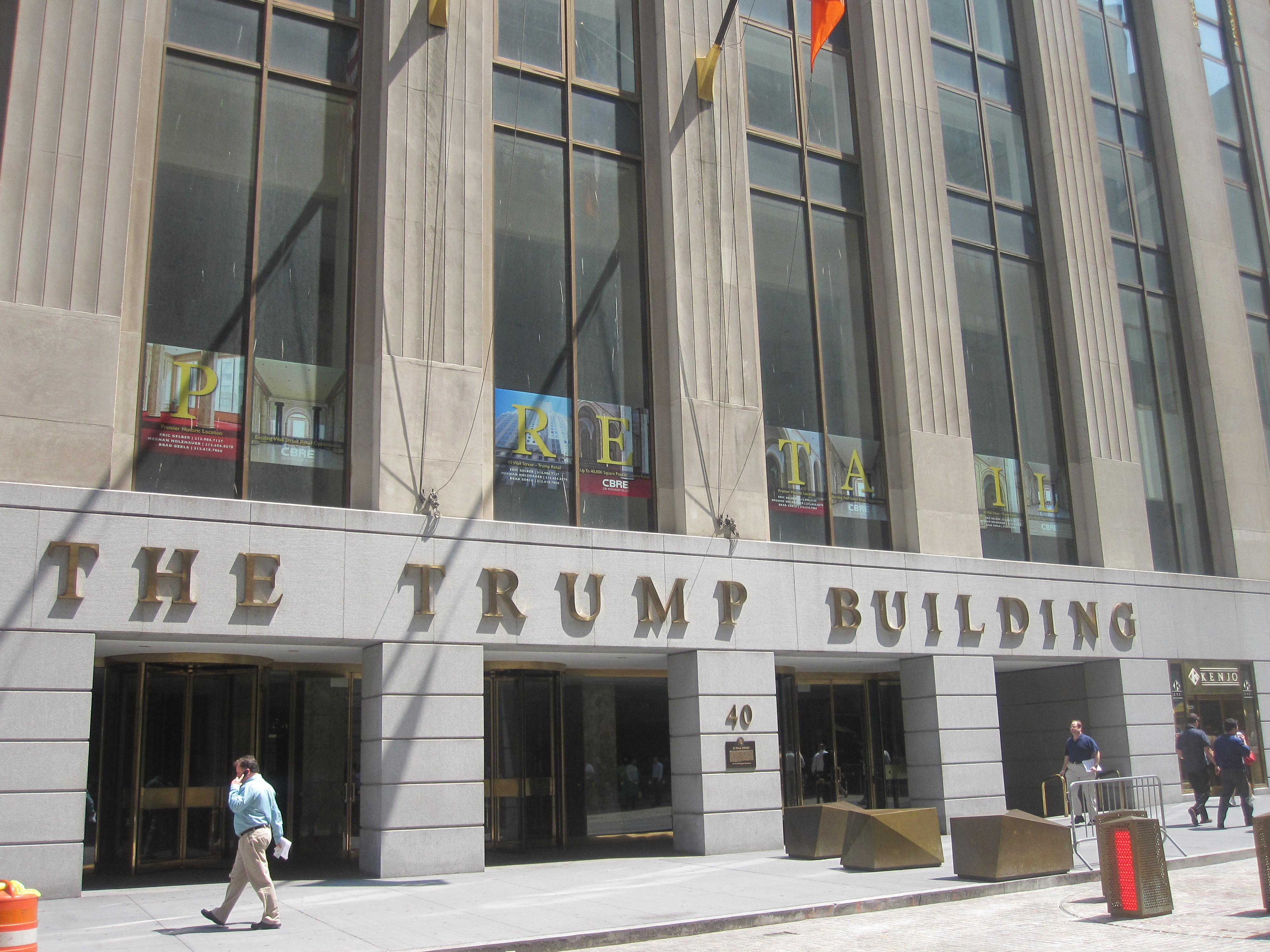
トランプ・ビル

### 高さ世界一競争
40 ウォール・ストリートへのバンク・オブ・マンハッタン・ビルの建設は1929年に始まった。当初の計画では高さ840フィート (260 m)で、これまで世界一高かった1913年完成のウールワース・ビルディングを135フィート (41 m)上回る予定だった。さらに重要なことに、同時期に高さ世界一を競っていたクライスラー・ビルディング（当初の計画は807フィート (246 m)、後に925フィート (282 m)に設計変更）も2フィート (0.61 m)上回る設計になっていた。この高さ世界一レースの勝利を確実なものにするために、完成前になって当初の計画の840フィート (260 m)の68階建てから927フィート (283 m)の71階建てに設計を変更した。こうして1930年4月の完成時点でクライスラー・ビルディング（この時点では完成前の高さ925 ft (282 m)）を上回り世界一のビルとなった。ところがこの世界一の記録はまたすぐさま破られることになった。
レキシントン・アベニュー405番地に建設中のクライスラー・ビルディング側はライバルの直前での設計変更の発表を受けて、1929年10月までにウォルター・クライスラーはこのレースに勝つための秘密兵器125フィート (38 m)のステンレススチール製の尖塔を密かに用意していた。1930年5月28日に竣工するとクライスラー・ビルディングは1,046フィート (319 m)の77階建てとなり、バンク・オブ・マンハッタン・ビルを上回りウォルター・クライスラーの夢を叶えることとなった。

### 飛行機の衝突
1946年5月20日、霧による視界不良のためアメリカ陸軍航空軍のC-45 Beechcraft航空機がこのビルの北側に突っ込んだ。この機はPM8:10頃に58階へ衝突し、6×3mほどの穴をビルに空け乗組員が5人死亡した。通行人とビル内の人たちに怪我はなかった。
ニューヨーク市では航空機のビルへの衝突は、同じく視界不良によるB-25のエンパイア・ステート・ビルディング78階への衝突に続き、これが二件目であった（B-25のエンパイアステートビルへの衝突 (en) 参照）。
この後三件目の衝突が、2006年10月11日に起こった。ニューヨーク・ヤンキースのピッチャーコリー・ライドルを乗せた小型機がアッパーイーストサイドの50階建てマンションに衝突した（2006年ニューヨーク小型機衝突事故参照）。